# Ngựa Noriker
Ngựa Noriker, còn được gọi là Norico-Pinzgauer và được biết đến với tên gọi là ngựa Pinzgauer, là giống ngựa bản địa nặng kiểu Áo. Ngựa Noriker được coi là bản địa đến khu vực miền Trung Alpine của châu Âu, và được cho là có nguồn gốc xung quanh ngọn núi cao nhất của Áo, Grossglockner. Khu vực này từng được gọi là tỉnh Noricum của La Mã. Vào cuối thế kỷ 19, tên ngựa Pinzgauer ban đầu đã được thay đổi thành ngựa Noriker, một phần do thói quen sử dụng tiếng La Mã trong thời gian này.
Giống ngựa này đóng một vai trò quan trọng trong việc vận chuyển hàng hóa qua dãy Alps, mang muối, vàng và sắt Celtic từ Salzburg đến Ý, và trên hành trình trở về mang rượu vang và gia vị. Việc sử dụng này đã phát triển một giống ngựa kéo xe mạnh mẽ, dài, sâu và chắc chắn như một sự thích ứng với địa hình núi cao. Việc sử dụng ngựa Noriker trong nông nghiệp bắt đầu muộn hơn, trong thời kỳ công nghiệp hóa trong thế kỷ 20.
Các xe địa hình Pinzgauer High Mobility lấy tên của nó từ giống ngựa này.

## Lịch sử

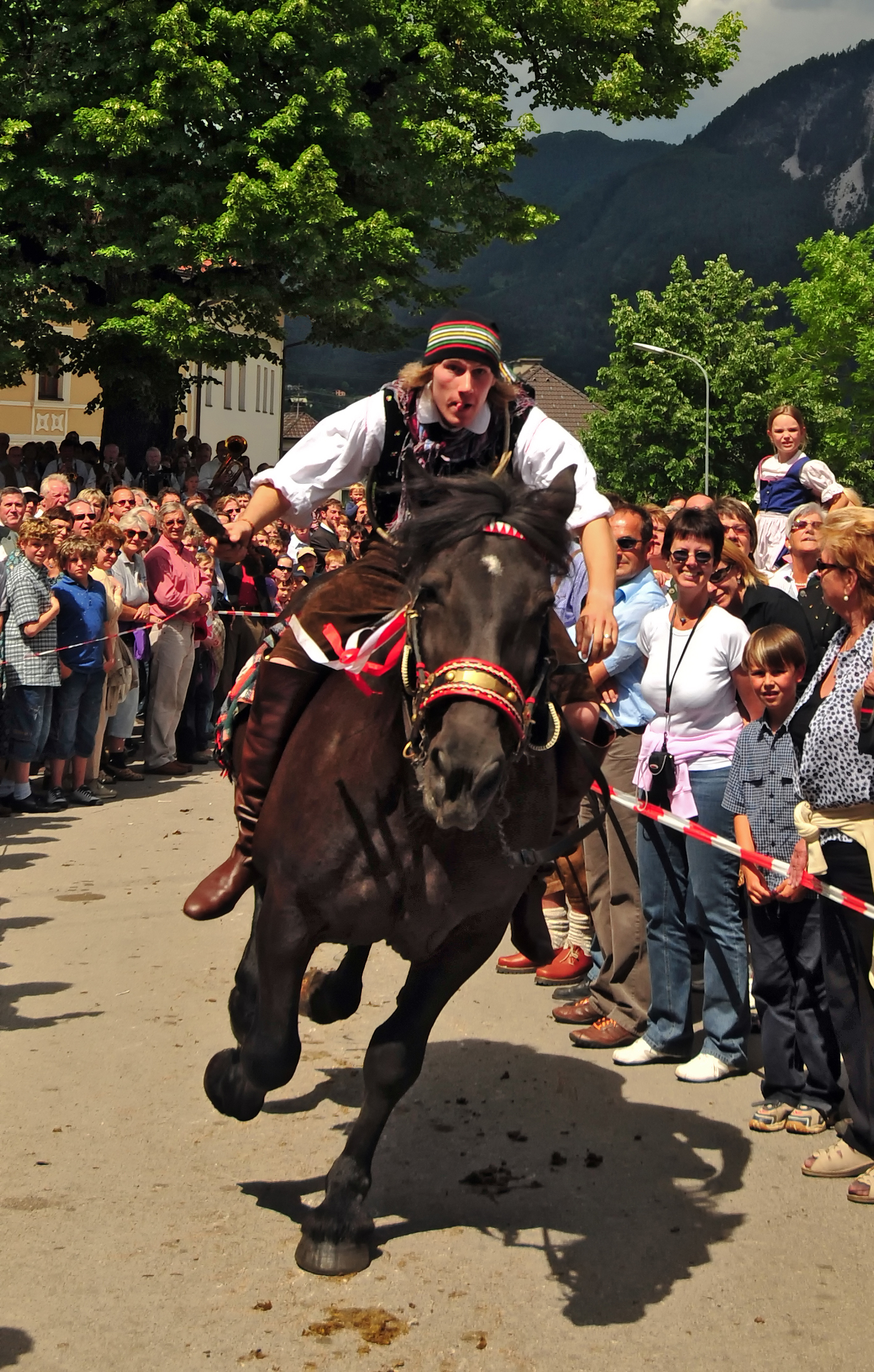
Ngựa Noriker được dùng trong thi đấu Kufenstechen, một phần trong các hoạt động dân gian tại Feistritz an der Gail

Cho đến cuối thế kỷ 19, ngựa Noriker là một liên kết quan trọng trong thương mại giữa Trung Âu và Adriatic. Rất sớm trong lịch sử chăn nuôi của ngựa Noriker, giống ngựa baroque cũng đóng một vai trò quan trọng. Với việc thành lập trại nuôi súc vật Rif, gần Salzburg vào năm 1565, giai đoạn thực hiện tinh chất ngựa Neapolitan và Iberia bắt đầu, tác động của chúng lên con ngựa Noriker cho đến năm 1806. Cho đến ngày nay ảnh hưởng này có thể nhìn thấy trong cấu tạo của những con ngựa: đầu La Mã với một cấu hình mạnh mẽ và nhỏ gọn, bờm và đuôi dài.